# Teatr rzymski

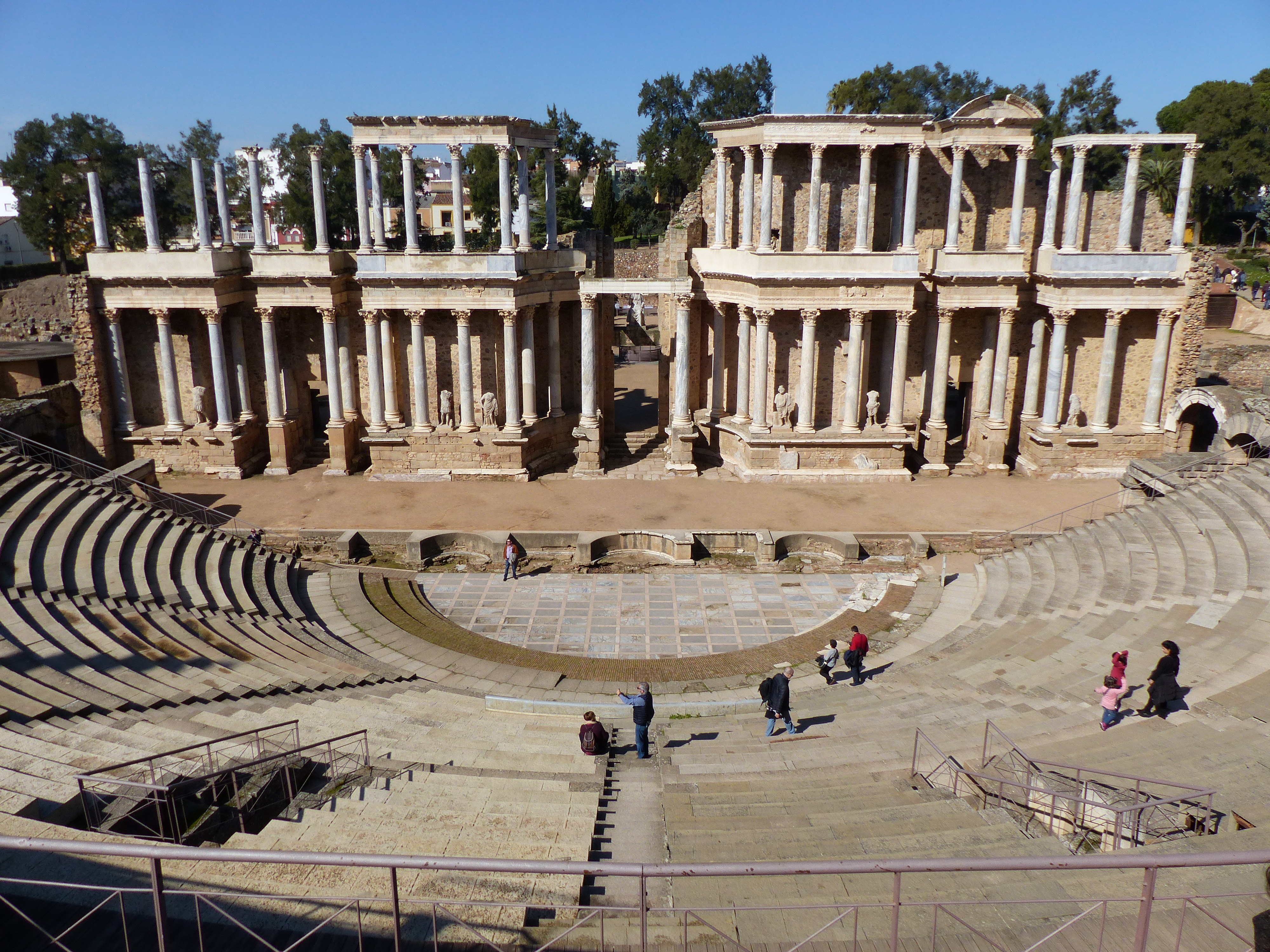
Okazały teatr Agrypy w Meridzie (rzym. Emerita Augusta) z I wieku p.n.e.

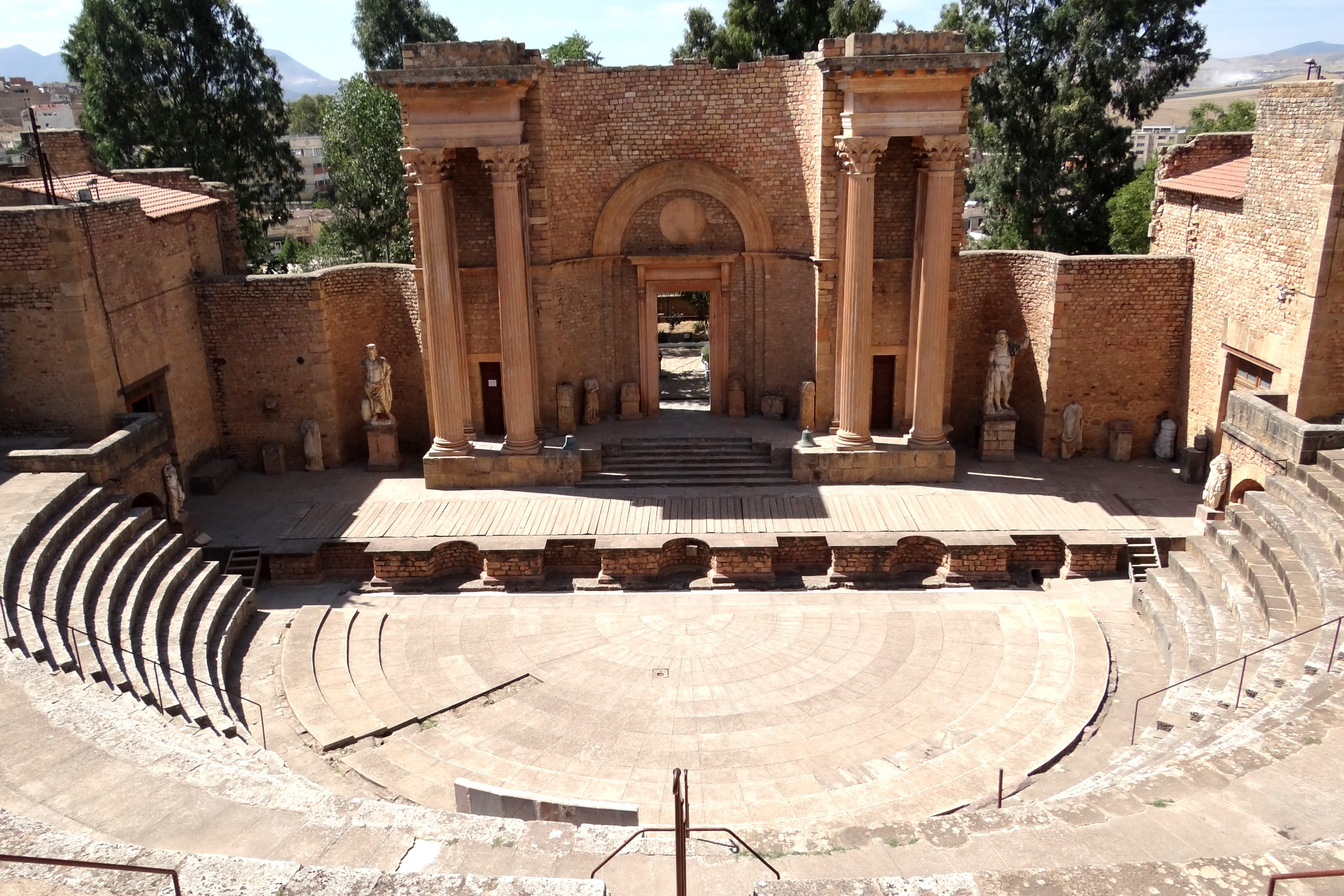
Mały teatr prowincjonalny w Kalimie (rzym. Calama) z III wieku n.e.

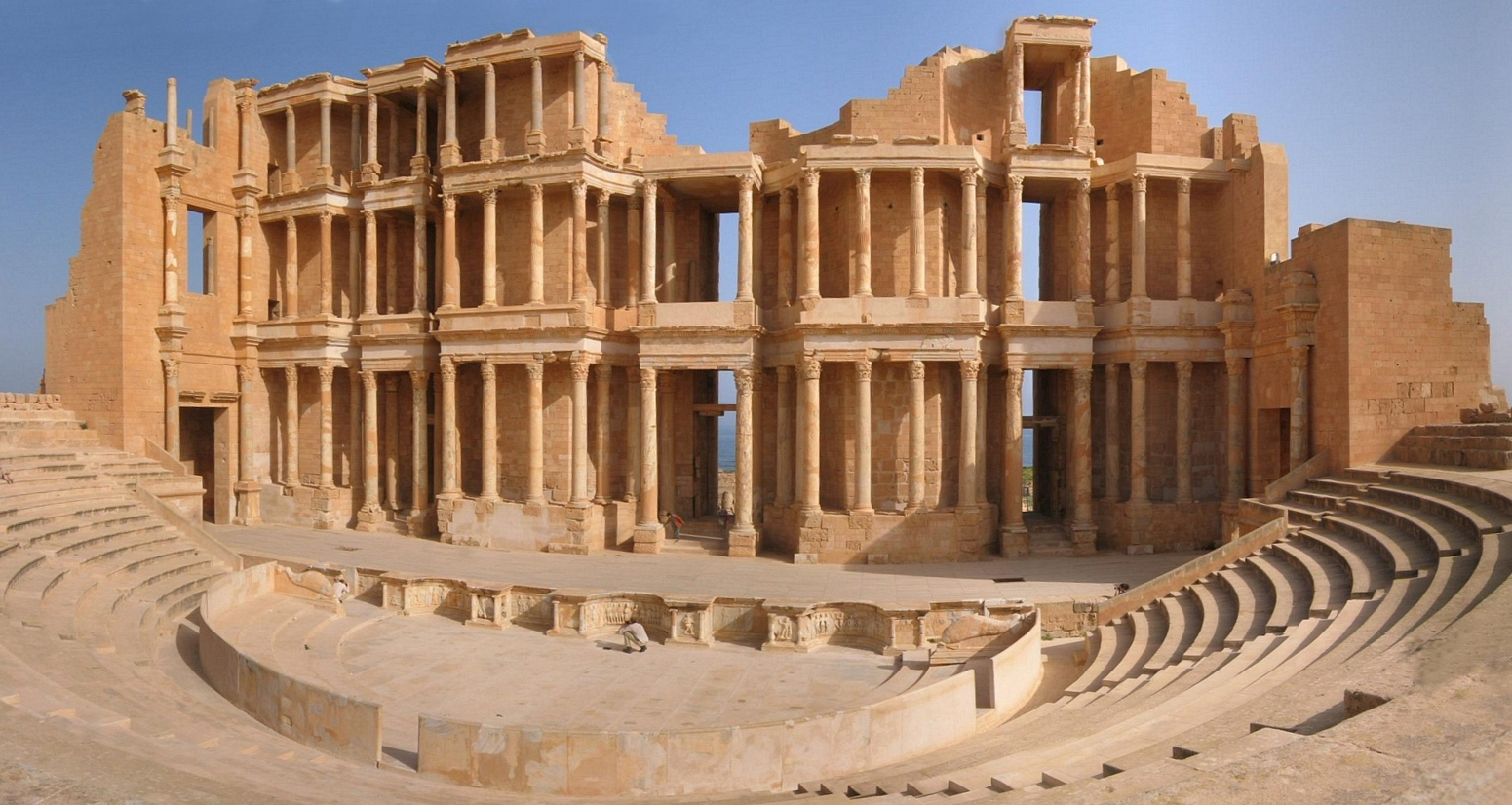
Rozbudowana frons scenae wielkiego teatru w Sabratha z II wieku n.e.

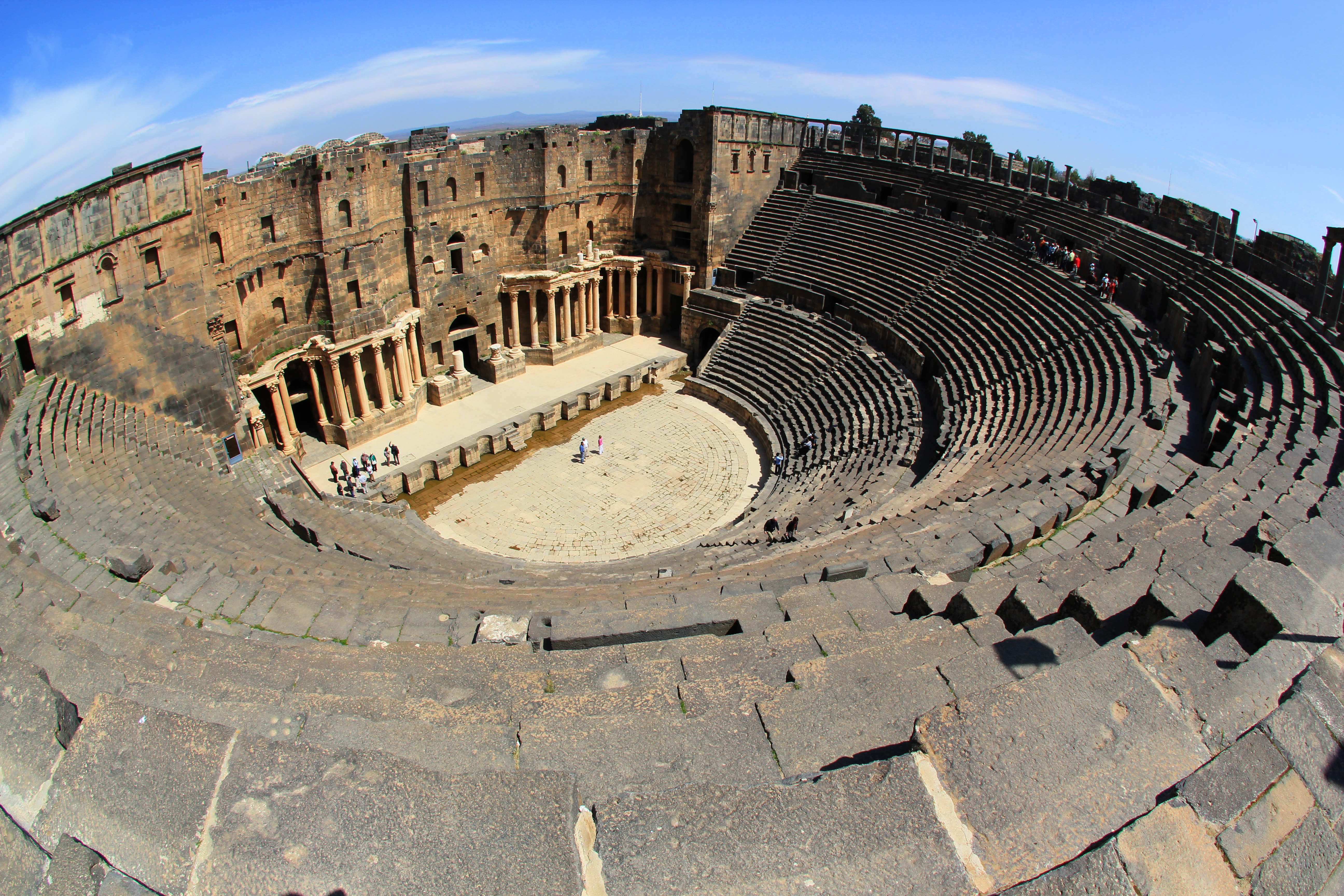
Teatr w Bostrze – widok z korony budowli z ukazaniem wyrównanej wysokości murów

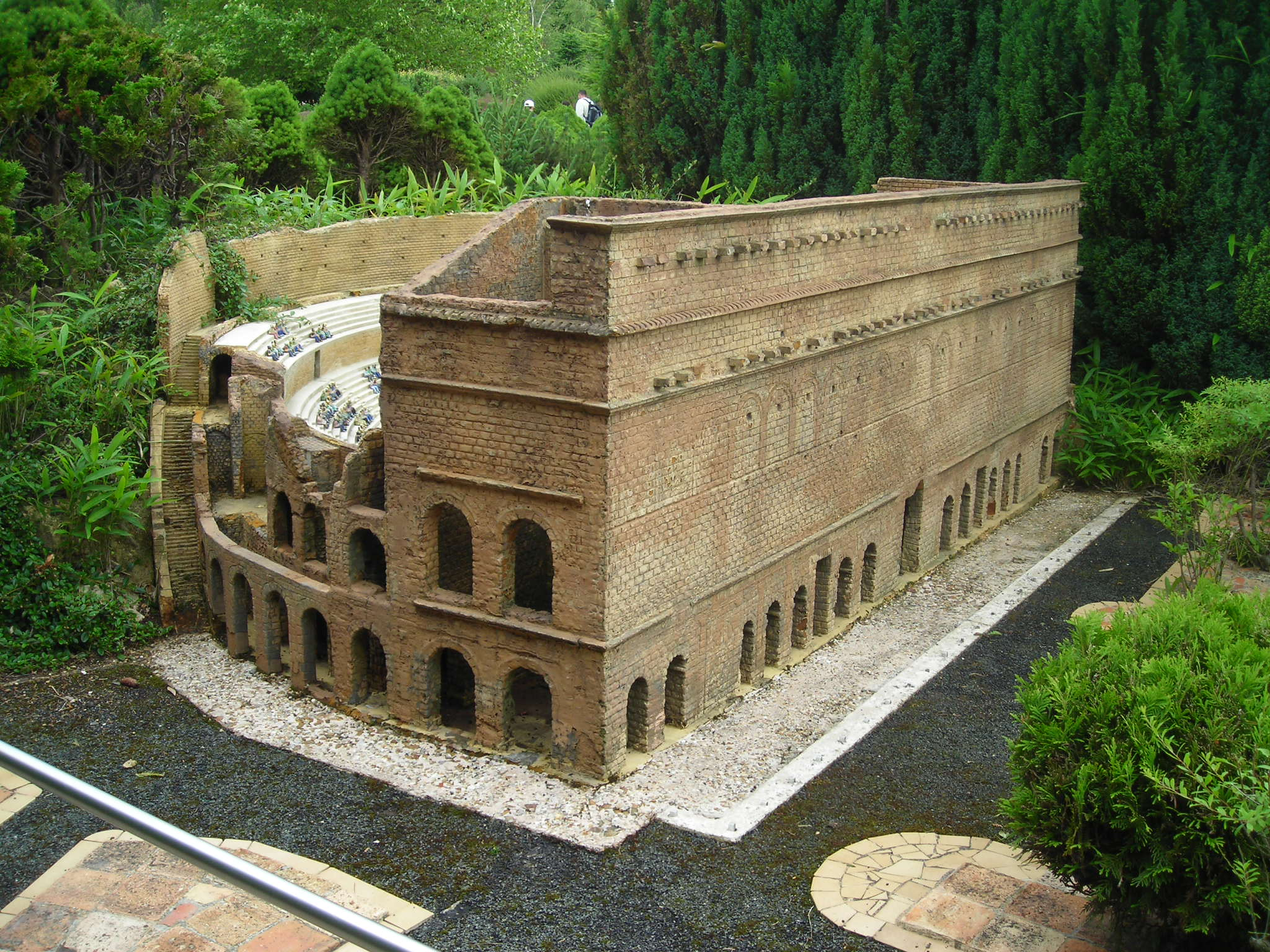
Plac poza sceną (miniatura teatru w Orange – galijskim Arausio)

Teatr rzymski – budowla służąca wystawianiu sztuk widowiskowych (komedii, tragedii, sztuk mimicznych), wywodząca się z teatrów Grecji klasycznej i mająca wiele cech wspólnych z teatrem greckim okresu hellenistycznego. Mimo że u Rzymian konstrukcja teatru składała się z podobnych elementów architektonicznych, istniały też jednak dość znaczne różnice, wykazane przez Witruwiusza w jego traktacie (O architekturze V, 6).

## Cechy teatru Rzymian
Odmienne od greckich tragedie i komedie rzymskie wymagały budowli przystosowanej do ich charakteru, jak np. w Pompejach, gdzie pierwotny teatr typu greckiego (z kon. II w. p.n.e.) po podboju przez Rzymian poddano odpowiedniej przeróbce. Teatr tradycyjnie składał się z kolistej przestrzeni dla chóru (orchestra), dookolnej widowni oraz budynku scenicznego zwanego skene, stanowiącego kulisy, a poprzedzonego tarasem (proskenion) – miejscem występu aktorów nad orchestrą. Zmiany wprowadzone przez architektów rzymskich zamieniły kolistą orchestrę na zmniejszoną (chór nie zawsze uczestniczył w rzymskich przedstawieniach), półkolistą, której wolną część przeznaczono dla najdostojniejszych widzów (umieszczano tam np. krzesła kurulne dla senatorów). Główna widownia (cavea) przybrała także kształt półkolisty o amfiteatralnie umieszczonych miejscach dla widzów. Widowisko zostało więc przeniesione na powiększone, obniżone i zbliżone do orchestry proskenion (u Rzymian pulpitum). Niski, zdobiony reliefami i kolumienkami mur hyposkenionu, dzielący obie te części, wykorzystywano dla instalowania kolejnej nowości wprowadzonej przez Rzymian – zapadającej kurtyny (aulaeum) oraz urządzeń wodnych (fontann).

### Scena
Widownia nie sięgała już poza średnicę orchestry, więc wydłużeniu uległa skene, a podwyższeniu – jej fasada (frons scenae), teraz bardziej jeszcze złożona i bogata w architektoniczne zdobienia, służąca nadal za dekoracyjne tło akcji sztuki. Jest to jeden z najbardziej charakterystycznych elementów teatru Rzymian. Faktycznie przedstawia fasadę pałacu o wysokości dochodzącej do trzech pięter. Wyposażona była ona w liczne nisze z posągami, ryzality, kolumny, barwne okładziny marmurowe oraz zdobienia malarskie, dając świadectwo przepychu rzymskiej architektury reprezentacyjnej. Umieszczone w niej drzwi służyły aktorom do wychodzenia na scenę i opuszczania jej; liczba ich była nieparzysta (3-5, w zależności od wielkości teatru). Środkowe, największe (tzw. „drzwi królewskie”) służyły głównym bohaterom, boczne – pozostałym osobom (krańcowo boczne – najmniej istotnym postaciom: gońcom, niewolnikom, podróżnym). Każdej parze drzwi parterowych odpowiadało na piętrze okno dla „boskich” postaci sztuki, uczestniczących w akcji „odgórnie”. Natomiast postacie ze świata podziemnego wchodziły przez hyposkenion. Dodatkową zaletą frons scenae było istotne poprawienie teatralnej akustyki, gdyż odbicie głosu o tę ścianę umożliwiało dobrą słyszalność na całej widowni.

### Widownia
W odróżnieniu od greckich teatrów wykorzystujących stok wzgórza, cavea wznoszona z reguły na płaskim terenie, umieszczana była na podbudowie złożonej z układu sklepionych galerii, co również należało do typowości rzymskiego teatru. Widownię dzielono poziomymi przejściami (praecinctiones) oraz biegnącymi promieniście schodkami (scalaria) na sektory poziome (maeniana) i pionowe (cunei). W tylnej części w narożach o kształcie zbliżonym do trójkąta z wklęsłym bokiem umieszczano klatki schodowe umożliwiające dostęp na widownię. Do klatek prowadziły zewnętrzne, szerokie wejścia umieszczone pod arkadami fasady widowni. W ten sposób wprowadzono jednolitą konstrukcję budowli, nie stosowaną przez Greków. Sama jej fasada wznoszona była jako kilkukondygnacyjny mur arkadowy zwieńczony galerią. Ponieważ frons scenae i cavea sięgały tej samej wysokości, w teatrach rzymskich możliwe było ich przykrycie wiązaniem dachu (widownia grecka była zawsze odkryta), nawet ze stałym sufitem nad sceną. Natomiast nad widownią dla publiczności rozpinano płócienne przykrycie – velarium jako ochronę przed żarem słonecznym.
Budowli teatralnej nierzadko towarzyszył obszerny czworoboczny plac poza sceną, który okolony portykami, obsadzony drzewami i wyposażony w fontanny, służył za miejsce przechadzek.

## Teatry w imperium rzymskim

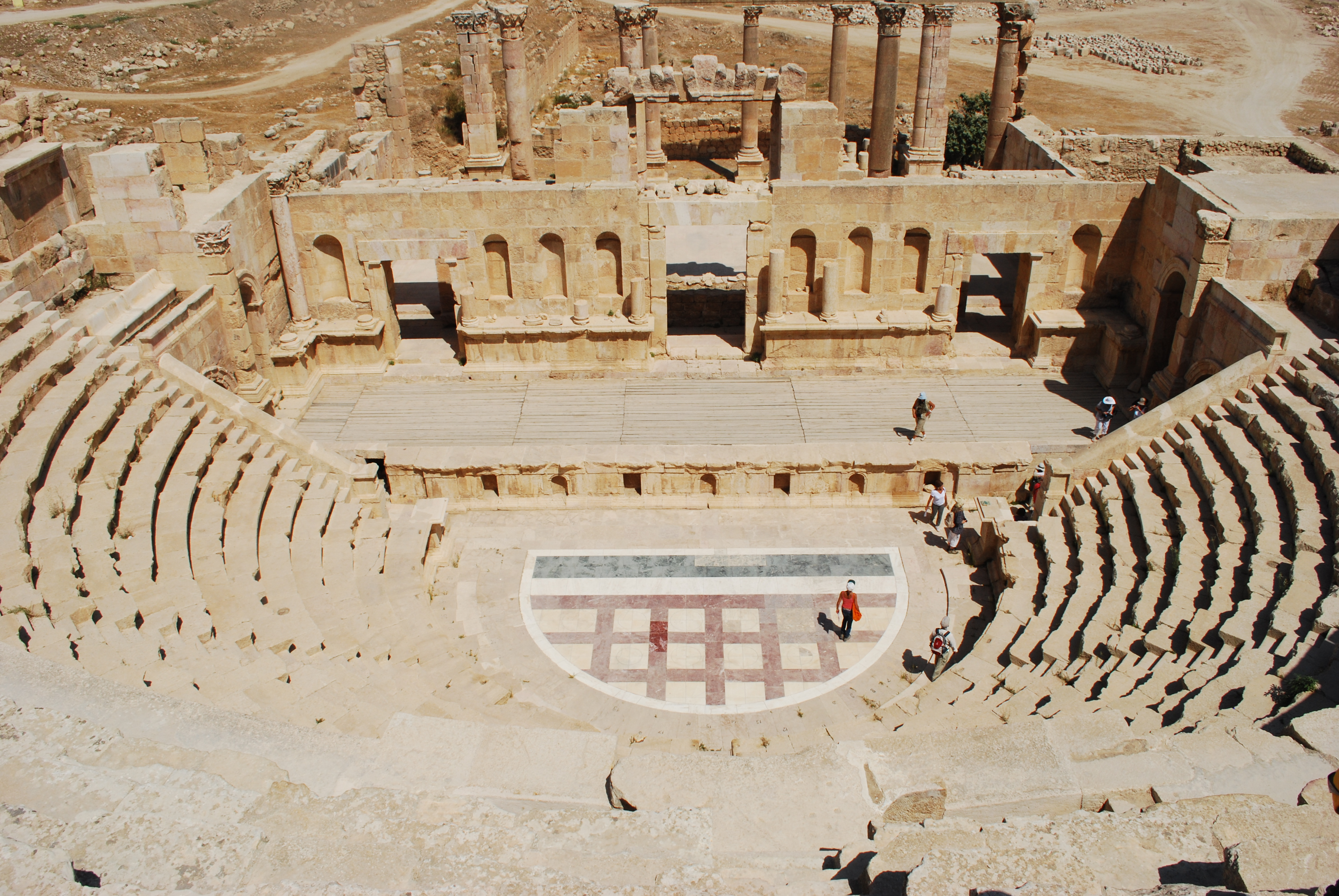
Tzw. teatr północny w syryjskiej Gerazie

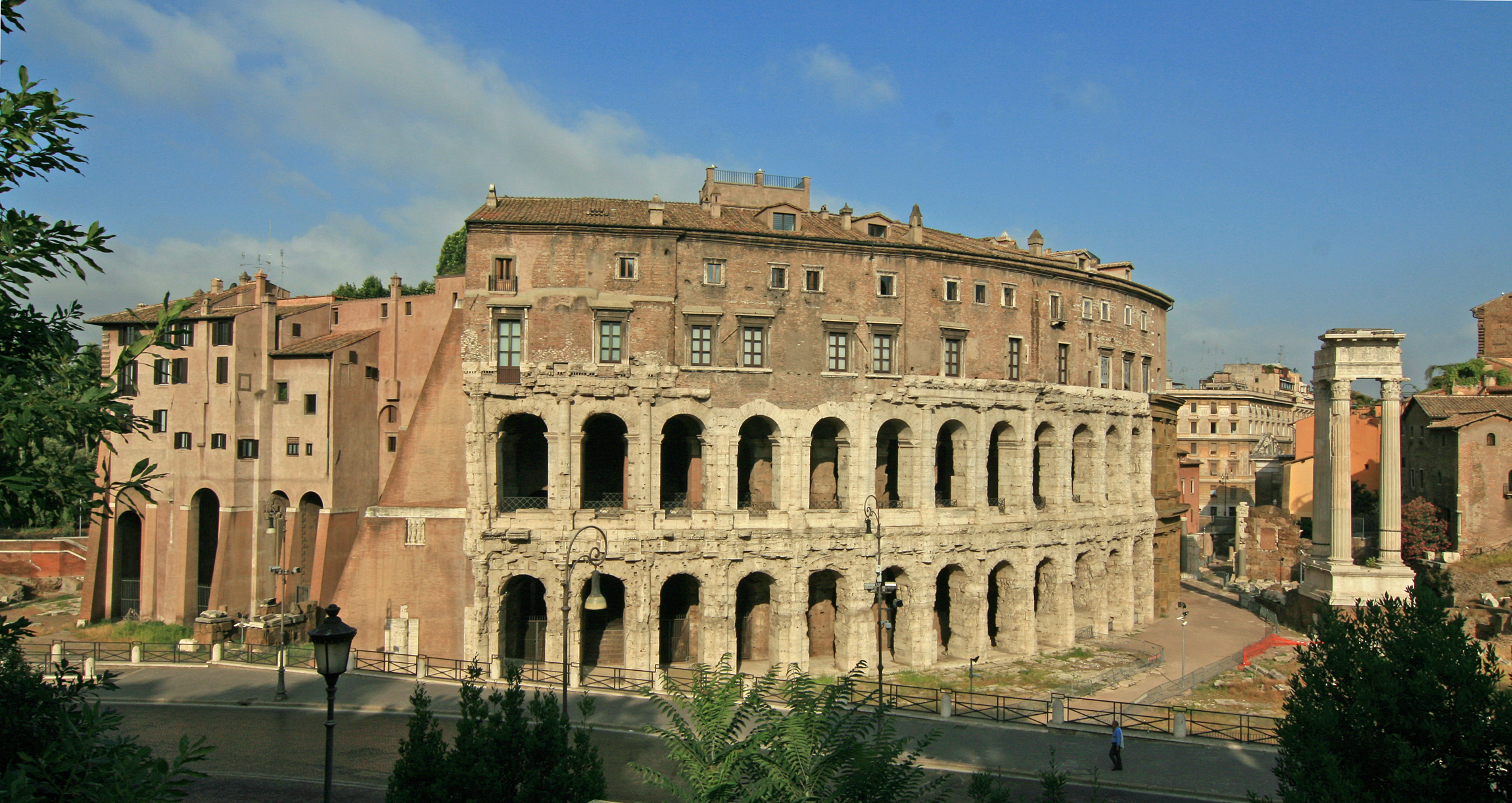
Zachowana ściana arkadowej fasady teatru Marcellusa

Teatr jako architektoniczna konstrukcja prawie nie miał w Rzymie rodzimej tradycji. Pierwsze teatry Rzymian wystawiały sztuki na prowizorycznych podestach (platformach). Miejsca dla widzów były wyłącznie stojące; dopiero w 195 p.n.e. wprowadzono dla senatorów honorowe miejsca siedzące. Jednakże niechętny greckim wpływom senat w 154 p.n.e. zakazał miejsc siedzących w budowanym teatrze przez co prace z konieczności przerwano.
Za najstarszy teatr na starorzymskim obszarze Italii uważać można tzw. Teatr Wielki w Pompejach z III w. p.n.e., wykorzystujący naturalne ukształtowanie terenu i mieszczący 5000 widzów. W Rzymie pierwszy teatr (drewniany) wybudowano dopiero w 58 p.n.e. za zgodą Marka Skaurusa. Wkrótce potem okazałą budowlę z kamienia na Polu Marsowym kazał wznieść Pompejusz, będący pod wrażeniem greckiego teatru na Mitylenie; dla uzyskania zgody władz polecił umieścić na koronie widowni kaplicę Wenery Zwycięskiej (Venus Victrix), wskutek czego teatralna widownia przypominała monumentalne schody prowadzące do świątyni. Poza tym do najwspanialszych teatrów Wiecznego Miasta należały ufundowany przez Balbusa oraz augustejski teatr Marcellusa (obydwa z I wieku p.n.e.); ten drugi miał widownię mieszczącą ok. 20 tysięcy widzów.
W prowincjach imperium do najbardziej znanych zaliczają się stosunkowo dobrze zachowane budowle teatrów w Orange we Francji, w Leptis Magna (Libia) i w Taorminie na Sycylii, a także w hiszpańskiej Meridzie. W afrykańskich prowincjach Rzymu przetrwały również ruiny okazałych teatrów w libijskiej Sabracie, w tunezyjskiej Thugga oraz w algierskiej Dżamili (rzym. Cuicul). Na wschodzie cesarstwa przykłady dużych budowli teatralnych zachowały się m.in. w syryjskiej Bostrze i Palmyrze.

## Rodzaje przedstawień teatralnych

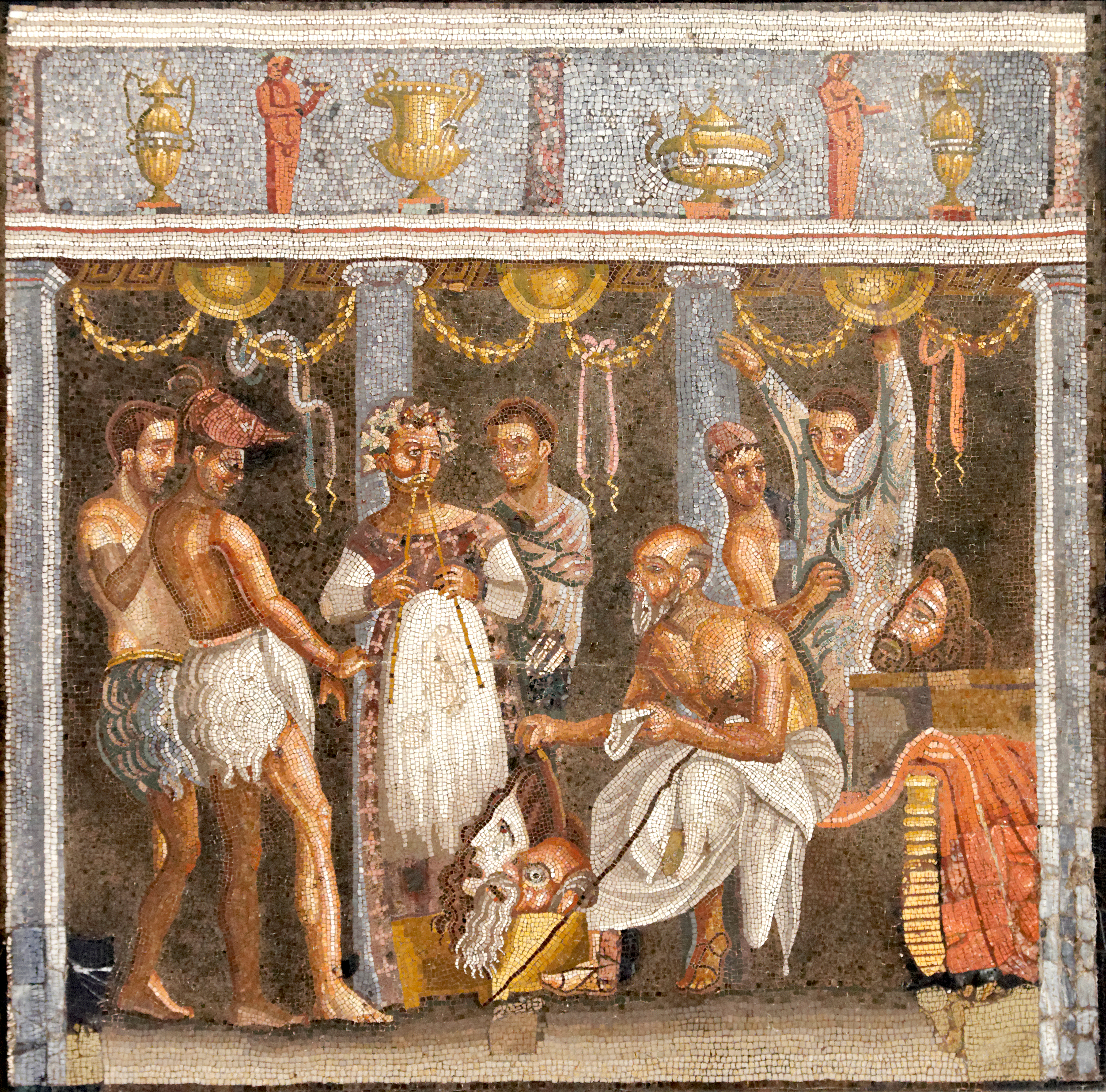
Zespół teatralny przed występem (mozaika pompejańska)

Kolejną innowacją wprowadzoną przez Rzymian było zastosowanie plakatów teatralnych nazywanych programinata, donoszących o mającym się odbyć przedstawieniu. W twórczości scenicznej starożytnego Rzymu wyróżniano kilka charakterystycznych odmian sztuk teatralnych (kolejność według popularności wśród Rzymian):
- mim – krótka, często improwizowana scenka z życia, popis aktorski bez słów, wykorzystujący artystycznie mimikę[9];
- pantomima – nieme widowisko, z wykorzystaniem przez aktorów gestu i ruchu, nierzadko z dodanymi elementami dosadności i brutalności[10];
- atellana (epilogi atelańskie) – ludowa farsa italska, w której komediowi aktorzy występowali w maskach charakterystycznych dla poszczególnych postaci; jako drobny utwór wystawiana zwykle po tragediach[11];
- fabula palliata – sztuka komediowa, w której Rzymianie wykpiwali Greków (twórcami palliaty byli m.in. Plaut i Terencjusz);
- fabula togata – sztuka komediowa, w której Rzymianie wykpiwali samych siebie (twórcą i czołowym autorem był Afraniusz);
- fabula cothurnata – tragedia o charakterze greckim;
- fabula praetexta – tragedia w stylu rzymskim.